# Аутоимуни поремећај
Аутоимуни поремећај је физичко стање у коме имуни систем тела функционише ненормално, слабећи капацитете да се одговори на претње. Одбрамбени механизми тела окрећу се против њега самог када нема екстерног извора опасности.
Аутоимуна болест је болест коју карактерише акција имунолошких агената према компонентама властите биологије индивидуе. Имунолошки систем постаје агресор и напада дијелове организма умјесто да их штити, односно постоји имунолошки одговор према супстанцама и ткивима која се обично налазе у организму. Узроци овакве реакције су још увијек недовољно познати и сматра се да потичу од вишеструких околности, понекад и генетичке предиспозиције. 